# Università Meiji
Università Meiji (明治大学?, Meiji Daigaku) è un istituto privato giapponese di istruzione universitaria.
Fu fondato nel 1881 da tre avvocati del periodo Meiji, Tatsuo Kishimoto, Kozo Miyagi e Misao Yashiro.
L'Università Meiji fa parte delle sei più importanti università di Tokyo.
In patria, analogamente a quanto avviene per altri celebri istituti, il nome dell'università è abbreviato in Mei Dai (明大?, Meidai).
L'università ha otto facoltà per un totale di circa 33.000 studenti, suddivisi in tre campus: Ochanomizu a Chiyoda, Izumi nel quartiere di Suginami e Ikuta a Kawasaki.

## Organizzazione

### Facoltà
- Facoltà di giurisprudenza
  - Dipartimento di giurisprudenza
- Facoltà di Commercio
  - Dipartimento di Commercio
- Facoltà di Scienze Politiche ed Economiche
  - Dipartimento di Scienze Politiche
  - Dipartimento di Economia
  - Dipartimento di Amministrazione per gli enti locali
- Facoltà di Arti e Lettere
  - Dipartimento di Letteratura
  - Dipartimento di Storia e Geografia
  - Dipartimento di Psicologia sociale
- Facoltà di Scienze e tecnologie
  - Dipartimento di Ingegneria elettrica
  - Dipartimento di Ingegneria elettronica e delle comunicazioni
  - Dipartimento di Ingegneria meccanica
  - Dipartimento di Ingegneria di precisione
  - Dipartimento di Architettura
  - Dipartimento di Chimica industriale
  - Dipartimento di Scienze dell'informazione
  - Dipartimento di Matematica
  - Dipartimento di Fisica
- Facoltà di Agraria
  - Dipartimento di Agraria
  - Dipartimento di Economia agraria
  - Dipartimento di Chimica agraria
  - Dipartimento di Biologia
- Facoltà di economia e direzione aziendale
  - Dipartimento di Direzione aziendale
  - Dipartimento di Ragioneria
  - Dipartimento di Cultura e affari
- Facoltà di Informazione e comunicazione
  - Dipartimento di Informazione e comunicazione

### Scuole di specializzazione
- Scuola di specializzazione in Leggi
- Scuola di specializzazione in Commercio
- Scuola di specializzazione in Scienze politiche ed economia
- Scuola di specializzazione in Direzione aziendale
- Scuola di specializzazione in Scienze e Tecnologie
- Scuola di specializzazione in Arti e lettere
- Scuola di specializzazione in Agraria
- Scuola di specializzazione in Governance
- Scuola di specializzazione in Global Business
- Scuola di specializzazione in Ragioneria professionale

## Sport

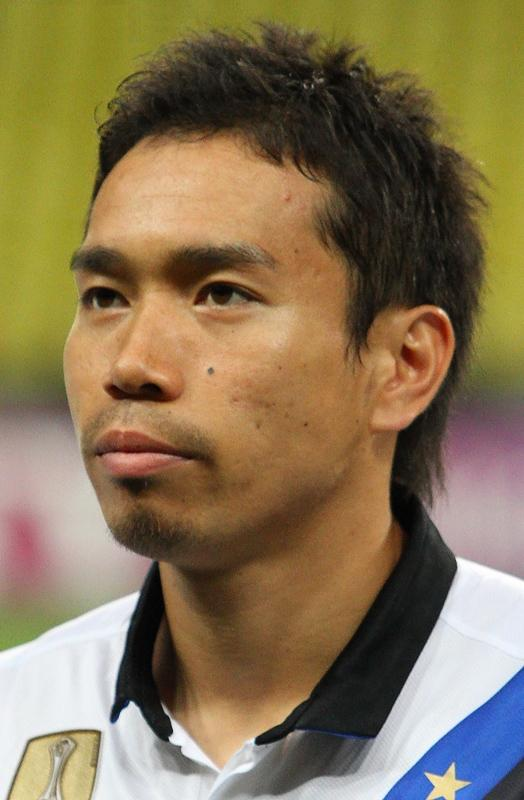
Yūto Nagatomo

Particolare attenzione, soprattutto negli ambienti studenteschi, ottengono le gare sportive di rugby e di baseball Meisōsen (明早戦?) che ogni anno vengono disputate dalle formazioni dell'Università Meiji e dell'Università Waseda. Le competizioni vengono tradizionalmente trasmesse in diretta televisiva nazionale dall'emittente pubblica NHK con grandi indici d'ascolto.
Gli istituti rivali sono l'Università Waseda e l'Università Keio fra le università private.